# Bisacquino
Bisacquino es una localidad italiana de la provincia de  Palermo, región de Sicilia, con 4.979 habitantes.

Ubicación de la ciudad de Bisacquino dentro de la provincia de Palermo.

Hermanada con la ciudad de Alcalá de los Gazules.

## Evolución demográfica
| Gráfica de evolución demográfica de Bisacquino entre 1861 y 2001 |
|                                                                  |
| Fuente ISTAT - Elaboración gráfica por parte de Wikipedia        |